# Labrikiyne
Labrikiyne  (in arabo لبريكيين‎?) è un centro abitato e comune rurale del Marocco situato nella provincia di Rehamna, regione di Marrakech-Safi. Conta una popolazione di 11 619 abitanti (censimento 2014).